# Lám Béla
Lám Béla (Medgyes, 1892. február 17. – Kolozsvár, 1973. augusztus 29.) gépészmérnök, műszaki szakíró, emlékíró. Lám Leó (Lázár György), Jeney Lám Erzsébet és Hantz Lám Irén  apja.  

## Életútja
A kolozsvári Református Kollégiumban érettségizett (1909), a budapesti Műegyetemen gépészmérnöki oklevelet szerzett (1913). Az I. világháborúban orosz fogságba esett, s hat évet Szibériában töltött (1914–20). Hazatérve mérnök a kolozsvári és bukaresti vasúti műhelyekben (1920–41), majd a budapesti Danuvia gyárban (1941–44); előadótanár a kolozsvári Mezőgazdasági Akadémián nyugalomba vonulásáig (1949–59).
Novelláival a Pásztortűzben és Erdélyi Helikonban jelentkezett (1934), mély barátság fűzte Áprily Lajoshoz és Reményik Sándorhoz. A Korunk 1957-ben indult új folyama emlékezéseit és műszaki ismertető cikkeit közölte. Főiskolai tanársága idején jelentek meg mezőgazdasági szakkönyvei, s már nyugdíjas, amikor önéletrajzi regényével újraindul az 1959-ben egyszer már a cenzúra részéről meggátolt romániai magyar emlékirat-irodalom. Könyve (A körön kívül...) feleleveníti menyasszonya, a később Ady Endre feleségévé vált Boncza Berta emlékét, s nemcsak epikai hitelességgel, hanem lírai erővel is szemlélteti szibériai hadifogságának történetét: megismerkedését a haladó orosz értelmiséggel, szakember voltának megbecsülését, az 1917-es szabadulást, a Távol-Kelet népeit, szibériai házasságát (Maruszja alakjával orosz nő lépett a romániai magyar irodalomba) és visszatérését Kolozsvárra, ahol ezentúl "kívül esik a körön".
A kolozsvári Házsongárdi temető lutheránus részében nyugszik.

## Kötetei
- Függesztett mezőgazdasági gépek (1956);
- Vető-, ültető-, palántázó- és trágyázógépek (1958);
- Mezőgazdasági traktorok (Antal Andrással, 1961);
- A körön kívül... (Önéletrajzi regény, 1967).
- Lírai feljegyzések egy kolozsvári polgárcsalád életéből – Studium Kiadó, Kolozsvár, 2003. 104 p. – ISBN 973-643-004-9

## Kapcsolódó információk
- Balogh Edgár: Ős-új fogolyregény ívén. Igaz Szó, 1967/8.
- Golnhofer Erzsébet és Szabolcs Éva: Lázár György és a magyar pedológia – Mítosz és valóság Archiválva 2018. június 23-i dátummal a Wayback Machine-ben – Magyar Pedagógia, 113. évfolyam 2013. 3. szám 133–151 p. – Letöltés: 2018. június 23.
- Kántor Lajos: Kövek. Korunk, 1967/9.
- Mikó Imre: A körön kívül és a körön belül. Utunk, 1967/25; újraközölve Akik előttem jártak. 1976. 202-06.
- Lőrinczi László: Lám Béla önéletírása. Előre, 1967. szeptember 14; újraközölve Közvetítő. 1987. 39-42.
- Köllő Károly: Lám Béla halálára. Igazság, 1973. szeptember 2.
- Reményik Sándor és Lám Béla leveleiből. Hanz Irén bevezetőjével. Korunk, 1990/11.